# Autrans-Méaudre en Vercors
Autrans-Méaudre en Vercors est, depuis le 1er janvier 2016, une commune nouvelle française située dans le département de l'Isère, en région Auvergne-Rhône-Alpes.
Son territoire est situé dans le massif du Vercors septentrional, également connu sous le vocable des Quatre-Montagnes ou du Val de Lans. Ce secteur est la zone du massif la plus développée économiquement et démographiquement.
À la suite d'un nouveau découpage territorial mis en application à l'occasion des élections départementales de 2015, le territoire de la commune se situe désormais sur le territoire du canton de Fontaine-Vercors et celui-ci est la conséquence de la fusion de deux anciens cantons, l'ex canton de Villard-de-Lans et l'ex canton de Fontaine-Sassenage. La commune fait également partie de la communauté de communes du massif du Vercors.

## Géographie

### Description et situation
Autrans-Méaudre en Vercors est une commune de moyenne montagne du massif du Vercors, son territoire fait partie du parc naturel régional du Vercors et de la communauté de communes du massif du Vercors. Le territoire communal, résultant de la fusion de la commune d'Autrans (amont) et de Méaudre (aval), se situe sur une grande partie du bassin versant du Méaudret, des gorges du Méaudret jusqu'aux crêtes et falaises formant la limite nord des plateaux du Vercors.
La vallée, large et relativement plate, est composée de prairies avec peu de haies alors que les reliefs sont boisés en grande majorité (à part quelques pâturages d'altitude). L'altitude de la commune varie de presque 940 mètres à 1 709 mètres (Charande) et les sommets, au niveau des crêtes formant la limite communale, dépassent les 1 600 mètres d'altitude.
Autrans-Méaudre en Vercors (mairie) est située à environ 37 km de Grenoble.

### Géologie

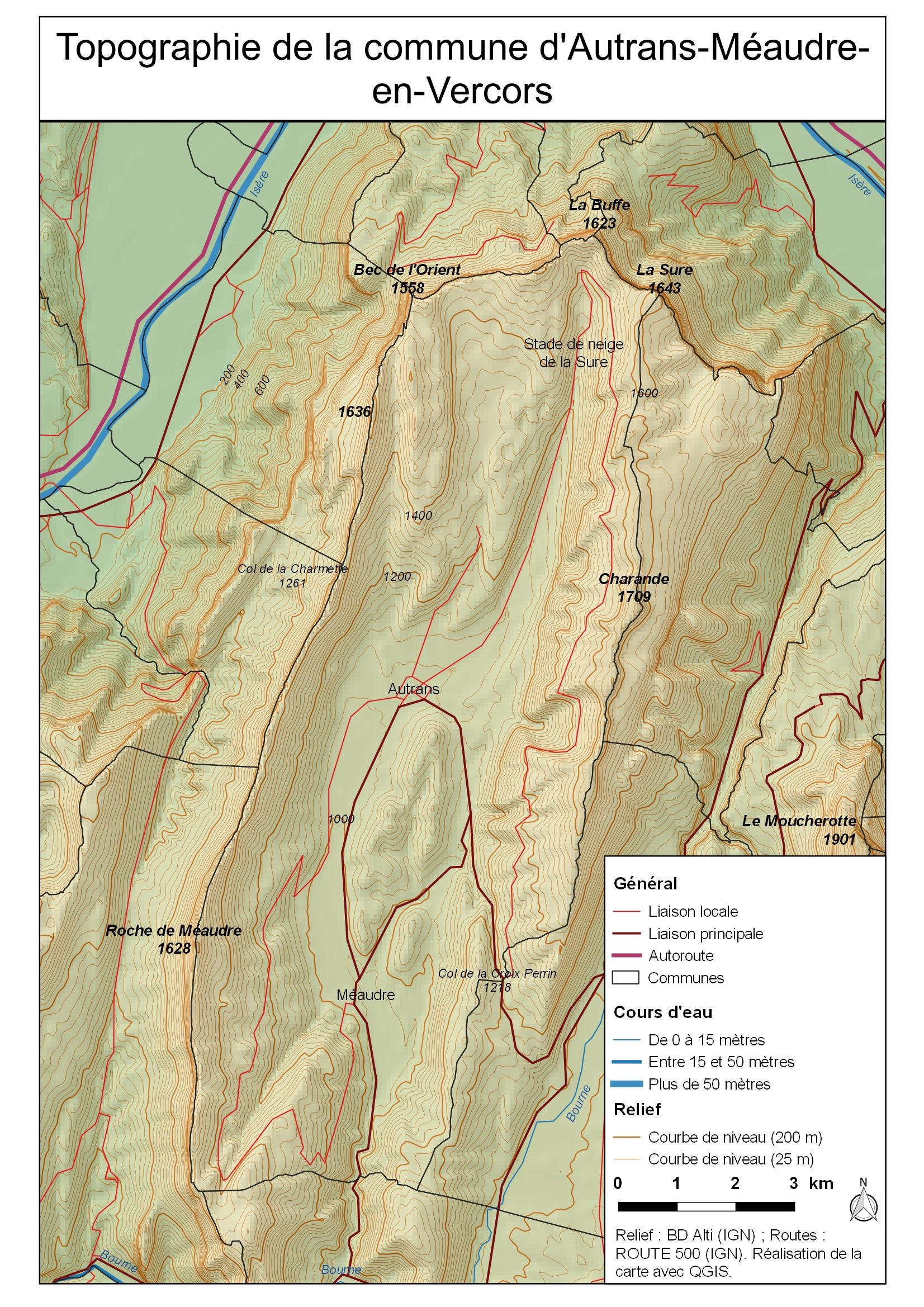
Topographie de la commune d'Autrans-Méaudre en Vercors.

Le massif du Vercors, dans lequel se situe dans son intégralité le territoire de la commune d'Autrans-Méaudre en Vercors, est un massif préalpin qui s'est soulevé lors de la surrection des Grandes Alpes.
Le territoire communal est remarquablement installé dans un val jurassien typique, dont le fond, garni d'alluvions glaciaires et fluviatiles, est constitué par le sommet de la dalle des calcaires à silex datant du Sénonien supérieur. Le torrent du Méaudret entaille des gorges dans le Sénonien et traverse l'ensemble des couches de cette formation, en suivant grossièrement l'axe du pli du nord vers le sud avant de rejoindre la Bourne sur le territoire de Villard-de-Lans.

### Climat
Pour des articles plus généraux, voir Climat d'Auvergne-Rhône-Alpes et Climat de l'Isère.
En 2010, le climat de la commune est de type climat de montagne, selon une étude du Centre national de la recherche scientifique s'appuyant sur une série de données couvrant la période 1971-2000. En 2020, Météo-France publie une typologie des climats de la France métropolitaine dans laquelle la commune est exposée à un climat de montagne ou de marges de montagne et est dans la région climatique Alpes du nord, caractérisée par une pluviométrie annuelle de 1 200 à 1 500 mm, irrégulièrement répartie en été.
Pour la période 1971-2000, la température annuelle moyenne est de 8,3 °C, avec une amplitude thermique annuelle de 15,9 °C. Le cumul annuel moyen de précipitations est de 1 263 mm, avec 10,5 jours de précipitations en janvier et 6,7 jours en juillet. Pour la période 1991-2020, la température moyenne annuelle observée sur la station météorologique de Météo-France la plus proche, « Villard-de-Lans », sur la commune de Villard-de-Lans à 7 km à vol d'oiseau, est de 8,0 °C et le cumul annuel moyen de précipitations est de 1 270,0 mm,. Pour l'avenir, les paramètres climatiques de la commune estimés pour 2050 selon différents scénarios d'émission de gaz à effet de serre sont consultables sur un site dédié publié par Météo-France en novembre 2022.

### Hydrographie

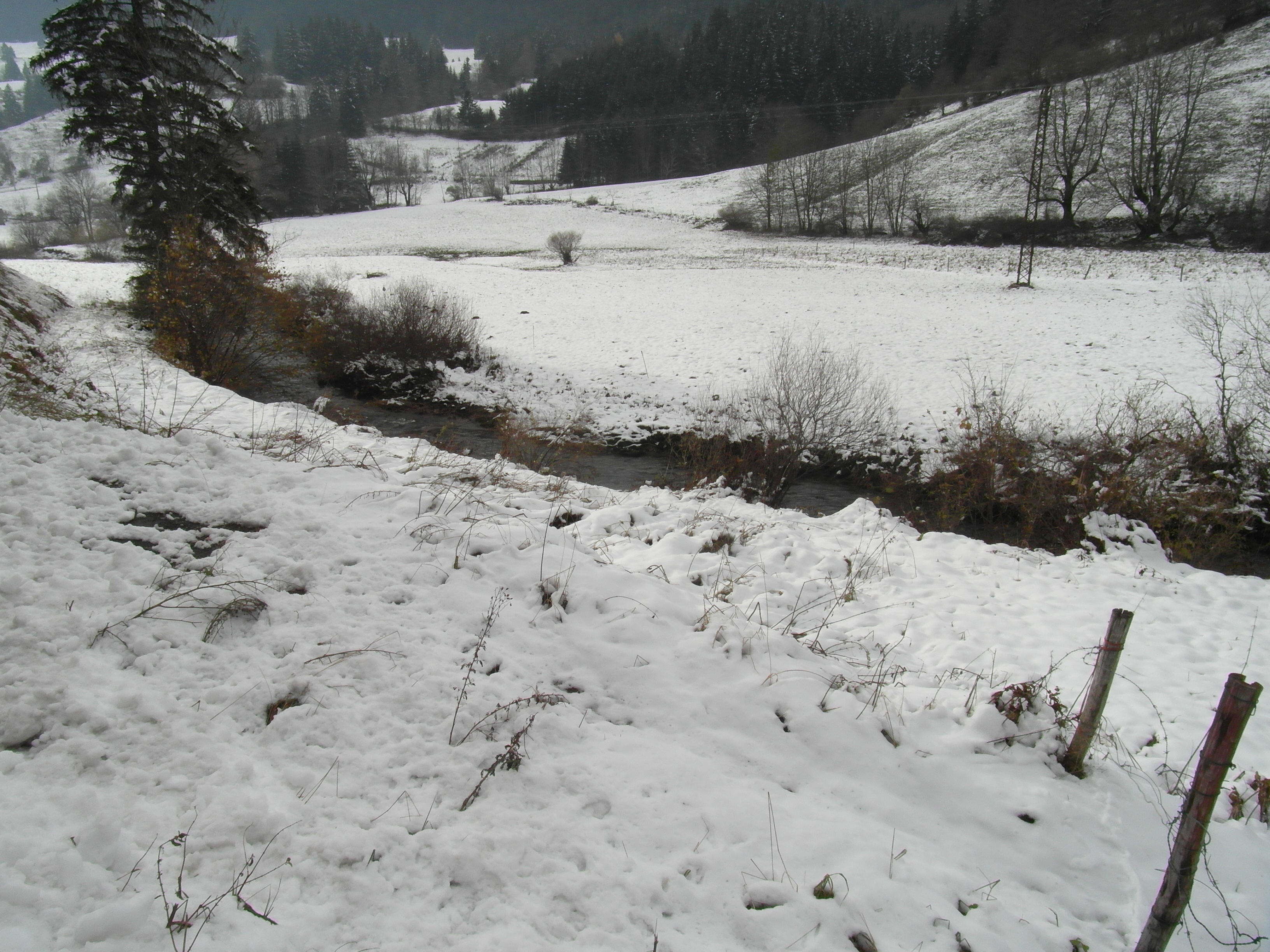
Le ruisseau du Méaudret à l'entrée du territoire communal.

Le territoire communal d'Autrans-Méaudre en Vercors est entièrement parcouru par le torrent du Méaudret, selon un axe nord-sud. Ce cours d'eau prend sa source sur le territoire communal et qui va rejoindre la Bourne près du hameau des Jarrands sur le territoire voisin de Villard-de-Lans.

#### Le Méaudret
Ce petit torrent s'écoulant du nord vers le sud, bien que de longueur et de débit modestes, reste un des principaux affluents de la Bourne, en provenance du nord du massif. Le nom de ce ruisseau provient du village et ancienne commune de Méaudre qu'il traverse durant son cours. Un hameau portant son nom le surplombe depuis sa rive droite avant sa confluence avec la Bourne.
Prenant sa source au niveau du territoire de la commune, ce torrent typique du plateau des « Quatre-Montagnes », draine le vallon de Méaudre-Autrans, puis il traverse de courtes gorges encaissées au pied de la montagne du Gros Martel, avant de rejoindre la Bourne sur sa rive droite en aval de Villard-de-Lans. La confluence entre la Bourne et le Méaudret se situe au niveau du hameau des Jarrands.
Le Méaudret est formé par la réunion de nombreux ruisseaux dont celui des Griats, le ruisseau Achard ou le ruisseau de Naves. En raison de la présence de terrains calcaires présentant de nombreuses failles, ce ruisseau subit de nombreuses pertes tout au long de son parcours.

#### Les autres cours d'eau
Le ruisseau du Bouchet est l'autre ruisseau principal d'Autrans. Il traverse les hameaux du Truc et du Bouchet pour confluer dans le Méaudret aux Gaillards. Il est orienté est-ouest.
Deux autres ruisseaux, le Perinière et le Rivaux, s'ecoulent au sud du territoire d'Autrans.

### Voies de communication et transports

#### Réseau routier
Le territoire communal est desservie par la route départementale 531, par la route départementale 106 qui relie les deux principaux villages de la commune en provenance du sud (Royans, Valence, Diois) et par la route départementale 531, puis 106 qui relie le village d'Autrans à Sassenage, en provenance de l'est (Grenoble, Grésivaudan).
Les D 531 et D 106 traversent le Vercors et sont les moyens d'accès à Autrans-Méaudre en Vercors, depuis la vallée du Rhône (Valence), comme depuis la vallée du Grésivaudan (Grenoble).
La route départementale 218 qui reliait autrefois Saint-Quentin-sur-Isère à Autrans-Méaudre en Vercors est aujourd'hui fermée au tunnel du Mortier à la suite d'un éboulement qui en 1992 emporte une portion de la route en aval du tunnel au-dessus de Montaud.

#### Transport routier
La commune est desservie par :

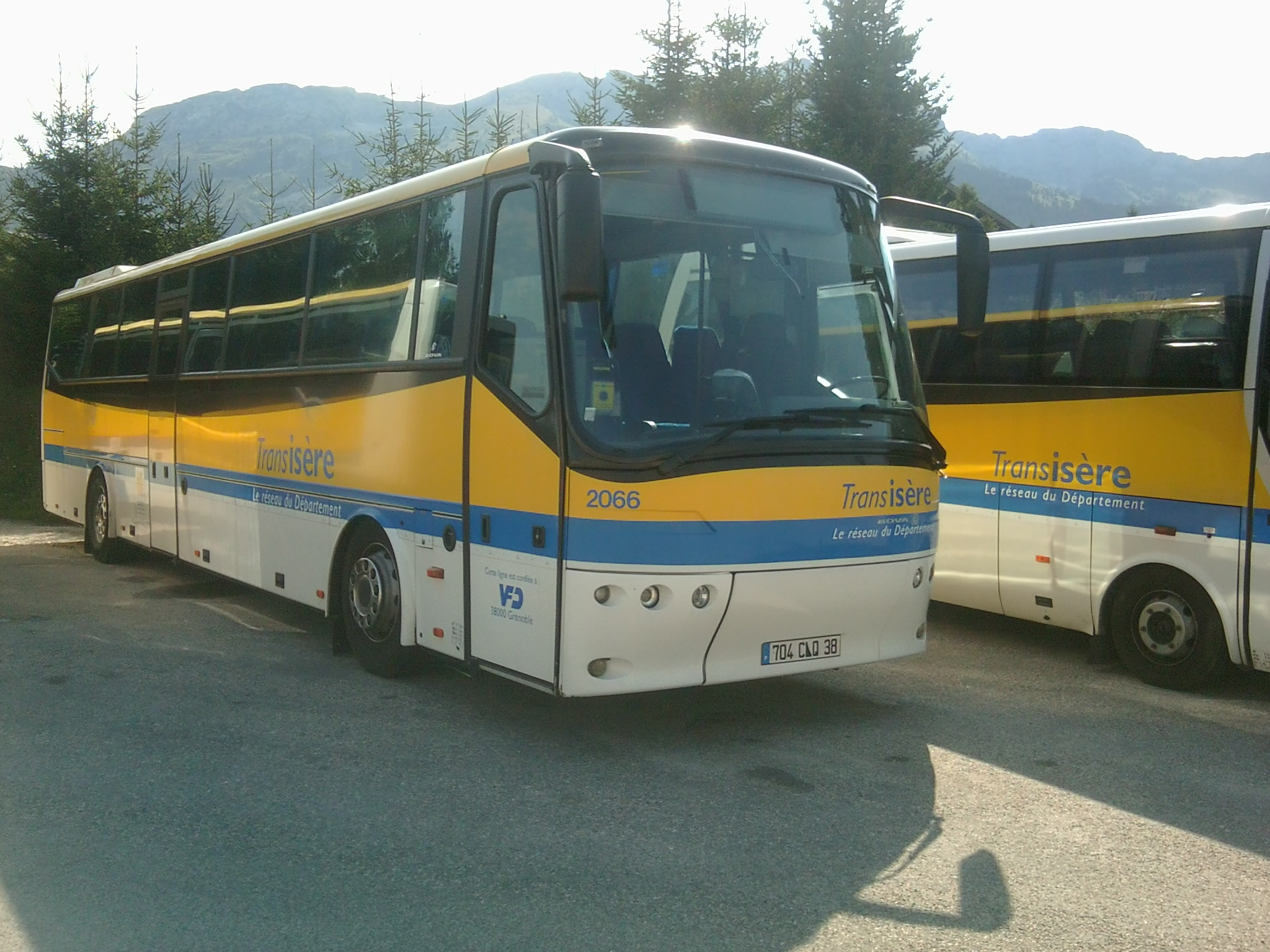
Autocars Transisère (transporteur VFD).

- la ligne Cars Région Isère relie Lans-en-Vercors et Villard-de-Lans au territoire d'Autrans-Méaudre en Vercors et plus particulièrement, ses deux villages principaux[15] ;
- une navette assurant l'hiver la liaison entre le village d'Autrans et les domaines skiables alpin et fond.

#### Autres modes de transport
- La gare ferroviaire la plus proche est la gare de Grenoble qui est située à 36 km de la commune.
- L'aéroport le plus proche est l'aéroport de Grenoble-Isère situé à environ 72 km. Il est possible de rejoindre cet aéroport par le car Transisère en transitant par la gare routière de Grenoble. L'aéroport de Lyon-Saint-Exupéry et son hub régional, quatrième aéroport français, lui aussi relié par une ligne de car (mise en place avec le concours du conseil régional de Rhône-Alpes) avec la gare routière de Grenoble, sont situés à 110 km.

## Urbanisme

### Typologie
Au 1er janvier 2024, Autrans-Méaudre en Vercors est catégorisée commune rurale à habitat dispersé, selon la nouvelle grille communale de densité à sept niveaux définie par l'Insee en 2022.
Elle est située hors unité urbaine. Par ailleurs la commune fait partie de l'aire d'attraction de Grenoble, dont elle est une commune de la couronne,. Cette aire, qui regroupe 204 communes, est catégorisée dans les aires de 700 000 habitants ou plus (hors Paris),.

### Hameaux, quartiers et lieux-dits de la commune
Les noms des hameaux respectifs de chaque territoire sont indiqués dans les articles consacrées aux deux communes déléguées.

### Risques naturels et technologiques

#### Risques sismiques
Le territoire de la commune d'Autrans-Méaudre en Vercors est entièrement situé dans une zone de sismicité moyenne (en terminologie spécialisée, on évoque une zone de sismicité 4, sur une échelle de 5).
| Type de zone | Niveau            | Définitions (bâtiment à risque normal) |
| ------------ | ----------------- | -------------------------------------- |
| Zone 4       | Sismicité moyenne | accélération = 1,6 m/s2                |

Le principal séisme survenu dans le secteur immédiat de cette commune, durant l'époque contemporaine, s'est déroulé le 25 avril 1962. Avec une magnitude de 5,3, considéré comme modéré sur l'échelle ouverte de Richter, le tremblement de terre dit de Corrençon-en-Vercors, du nom de la commune du canton de Villard-de-Lans (à l'époque) où il a effectué le plus de dégât visible est l'un des plus importants séismes destructeurs de la seconde moitié du XXe siècle dans les Alpes françaises.

## Toponymie

### Autrans
Le nom de la localité est attesté successivement Austran au XIe siècle, puis Austrannum  au XIIe siècle puis Otrans au XVIIe siècle.
Albert Dauzat y voit une anthroponyme germanique pris absolument, du type *Aust-hramm (pour lui, non attesté), basé sur les éléments AUST[R] « est, orient » (cf. Austreberthe) et HRAMN « corbeau » (cf. Bertrand). Cette hypothèse est reprise par certains toponymistes, puisque Austramnus est bien attesté, par exemple dans une charte de Thibaut, comte et abbé de Saint-Julien d'Angers. L'évolution phonétique Austramn[us] > Austrann[um] > Austran > Autran[s] ne pose pas de problème particulier.

### Méaudre
Ce terme (au XIIIe siècle, parrochia de Meotres, puis parrochia de Meuxdris au XVe siècle et enfin Meudiz au XVIe siècle), proviendrait du franco-provençal mieldre, « mieudre », cas sujet de meilleur.

## Histoire
Pour la période précédant la fusion, Il convient de se reporter aux articles consacrés aux anciennes communes concernées.

### Naissance de la commune
C'est à la suite d'un référendum local, dont les résultats ont été rendus publics le 25 octobre 2015, que les conseils municipaux d'Autrans et de Méaudre ont voté le souhait de faire fusionner les deux communes de la vallée du Méaudret.
Ainsi un arrêté préfectoral du 20 novembre 2015 crée la commune « Autrans-Méaudre en Vercors ». Ses constituants premiers deviennent des communes déléguées. Son chef-lieu est fixé à Méaudre.

### Résultat du référendum de 2015
Les résultats du scrutin sont les suivants :
- Autrans

|            | Nombre | Pourcentage des inscrits |
| ---------- | ------ | ------------------------ |
| Inscrits   | 1426   | 100 %                    |
| Abstention | 615    | 37.20 %                  |
| Votants    | 811    | 56.87 %                  |

(ne se prononcent pas : 5 électeurs)
| Non : 162 (20.10 %) |  |  | Oui : 644 (79.90 %) |
| ▲                   |  |  |                     |

- Méaudre

|            | Nombre | Pourcentage des inscrits |
| ---------- | ------ | ------------------------ |
| Inscrits   | 1113   | 100 %                    |
| Abstention | 414    | 37,20 %                  |
| Votants    | 699    | 62,80 %                  |

(ne se prononcent pas : 13 électeurs)
| Non : 340 (49,56 %) |  |  | Oui : 346 (50,44 %) |
| ▲                   |  |  |                     |

- Les deux communes

| Non : 502 (33,65 %) |  |  | Oui : 990 (66,35 %) |
| ▲                   |  |  |                     |

## Politique et administration
Jusqu'aux prochaines élections municipales de 2020, le conseil municipal de la nouvelle commune est constitué de l'ensemble des conseillers municipaux des anciennes communes.

### Maire et conseil municipal
Le maire, Hubert Arnaud ainsi que ses maires adjoints, ont été élus le 12 janvier 2016. Le maire une fois nommé par l'ensemble des conseillers municipaux des deux anciennes communes a déclaré à l'issue du scrutin « je suis né à Autrans, je vis à Méaudre. Pour les Autrannais je suis Méaudrais et inversement ».
Les maires des anciennes communes sont désormais les maires délégués de chacune d'elles.

### Liste des maires
| Période | Période  | Identité      | Étiquette | Qualité                       |
| ------- | -------- | ------------- | --------- | ----------------------------- |
| 2016    | En cours | Hubert Arnaud | L.R       | ancien 1er adjoint de Méaudre |

### Liste des communes déléguées
| Nom             | Code Insee | Intercommunalité        | Superficie (km2) | Population (dernière pop. légale) | Densité (hab./km2) |
| --------------- | ---------- | ----------------------- | ---------------- | --------------------------------- | ------------------ |
| Méaudre (siège) | 38225      | CC du Massif du Vercors | 33,87            | 1 357 (2013)                      | 40                 |
| Autrans         | 38021      | CC du Massif du Vercors | 44,02            | 1 616 (2013)                      | 37                 |

### Environnement
En raison de ses efforts pour la qualité de son environnement nocturne, la commune d'Autrans a été labellisée « Village une étoile 2015 ». Le label est décerné par l'Association nationale pour la protection du ciel et de l'environnement nocturnes (ANPCEN) et compte 5 échelons. Un panneau, disposé aux entrées du village, indique cette distinction.

## Population et société

### Démographie
L'évolution du nombre d'habitants est connue à travers les recensements de la population effectués dans la commune depuis sa création.

En 2022, la commune comptait 3 005 habitants, en évolution de +1,21 % par rapport à 2016 (Isère : +3,07 %, France hors Mayotte : +2,11 %).
| 2018  | 2022  |
| ----- | ----- |
| 3 030 | 3 005 |

### Enseignement
La commune est rattachée à l'académie de Grenoble.

### Santé
Le centre hospitalier public le plus proche de la commune d'Autrans-Méaudre est le centre hospitalier universitaire Grenoble-Alpes. Une maison médicale comprenant plusieurs cabinets médicaux est située à Villard-de-Lans.

### Médias
Le quotidien régional historique des Alpes tirant à grand tirage est Le Dauphiné libéré. Celui-ci consacre, chaque jour, y compris le dimanche, dans son édition dénommée « De l'agglomération au Vercors », un ou plusieurs articles à l'actualité de la ville et du canton de Fontaine-Vercors, ainsi que des informations sur les éventuelles manifestations locales, les travaux routiers, et autres événements divers à caractère local.
La commune est située sur l'aire de diffusion de radio Ici Isère, une radio publique qui émet sur tout le territoire du département de l'Isère.

### Cultes

#### Culte catholique
La communauté catholique de la nouvelle commune et ses deux églises (propriétés de la commune) sont rattachées à la  « Paroisse La Croix de Valchevrière », en hommage à l'ancien hameau de la commune voisine de Villard-de-Lans, témoin des combats de la Seconde Guerre mondiale qui épargnèrent la petite chapelle locale. Cette paroisse a été créée en l'an 2000 par le diocèse de Grenoble-Vienne dont elle dépend.

#### Culte bouddhiste
Un centre d’études tibétaines dénommé « Karma Migyur Ling », lieu d'étude et de pratique du bouddhisme, est situé sur les contreforts du massif du Vercors entre les communes voisines de Rencurel et d'Izeron. Un site présentant cette activité religieuse est visitable sur internet.

## Économie

### Secteur industriel et commercial
La commune héberge deux zones d'activités artisanales sur son territoire.
Secteur de Méaudre
Une dizaine d’entreprises sont implantées sur la zone artisanale du Tortolon à Méaudre,
Secteur d'Autrans
La déchetterie intercommunale, une petite caserne des pompiers, des entreprises et un service de recyclerie sont installés dans la zone du Mornet à Autrans.

### Secteur agricole

#### La production locale

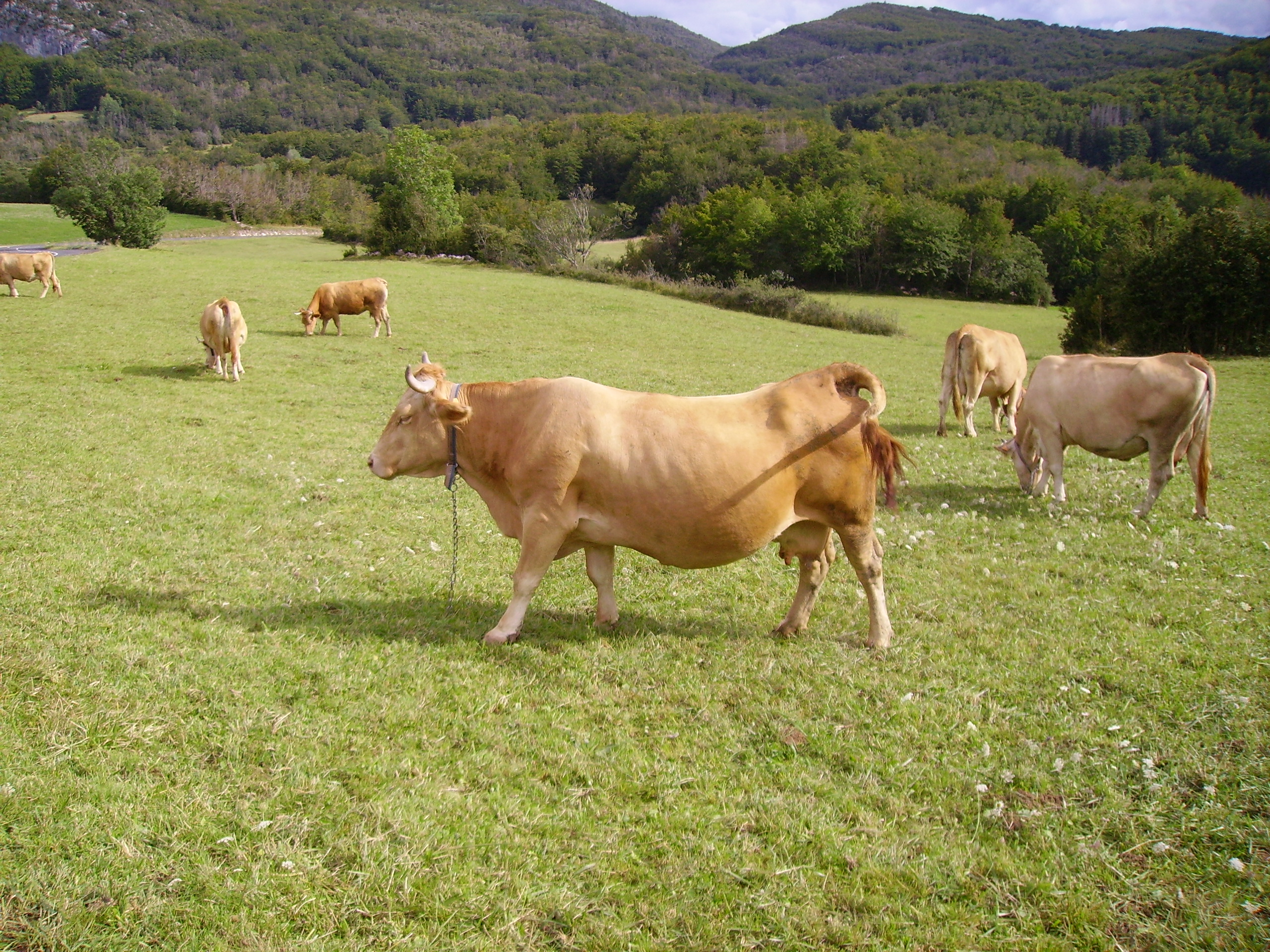
Troupeau de villardes dans un pré du Vercors

- La « vache Villard-de-Lans »

La commune et ses voisines ont toujours été reconnues pour leur agriculture de qualité. Une race bovine, aujourd'hui spécialisée dans la production laitière porte son nom. Il s'agit de la race (la Villard-de-Lans ou villarde). Les veaux de lait Villard-de-Lans sont réputés pour leur qualité gustative. Au XIXe siècle, l'élevage bovin était déjà bien présent dans le Vercors, plus particulièrement au nord du massif, dans l'ancien canton de Villard-de-Lans.
En ce début de XXIe siècle, un noyau de quelques éleveurs a préservé cette race et sa relance est envisagée à travers la filière de production fromagère bleu du Vercors-Sassenage. L'appellation d'origine de ce fromage est préservée via une AOC et son cahier des charges. Cette race de vache est dorénavant enregistrée dans la liste des races aptes à sa production. Passées les années 1980 où l’effectif tournait autour de la centaine, il a atteint en 2004, près de 800 animaux, dont 202 vaches et 80 taureaux inscrits. 80 % des femelles reproduisent en race pure.
- Le « cheval du Vercors » ou « Barraquand »

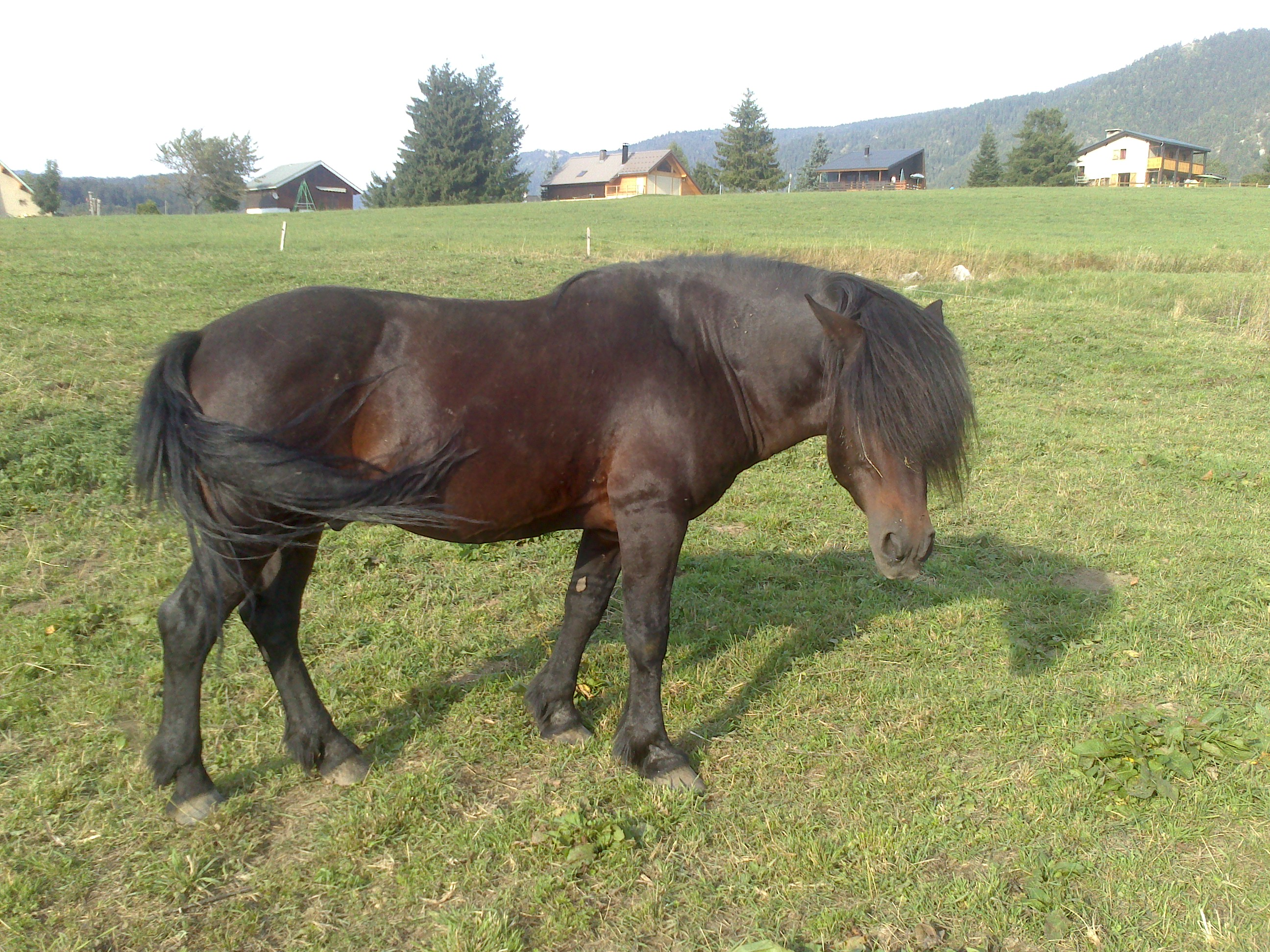
Cheval Barraquand à Autrans

Issu d'une très ancienne sélection effectuée dans le Vercors, ce cheval rustique de robe baie et de taille assez modeste a été historiquement utilisé pour les travaux agricoles des paysans locaux, puis pour les activités d'équitation. Longtemps considérée comme perdue, cette race est en cours de reconstitution grâce à une poignée d'éleveurs motivés et soutenus par le parc naturel régional du Vercors et l'Association pour la Promotion des Agriculteurs du Parc Naturel Régional du Vercors (APAP).
- La « poule grise du Vercors »

Issue d’un croisement au début du XXe siècle entre les poules noires élevées dans les fermes du Vercors et des poules introduites par les immigrés italiens issus de la région de Vénétie et venus dans le Vercors pour exploiter le bois.
- Le « bleu du Vercors-Sassenage »

Autrans-Méaudre en Vercors, commune du parc naturel régional du Vercors, appartient à la zone de l'AOC Bleu du Vercors-Sassenage.

## Culture locale et patrimoine

### Lieux et monuments
- Église Saint-Pierre-et-Saint-Paul de Méaudre.
- Église Saint-Nicolas d'Autrans.
- Vestiges de la motte castrale d'Autrans, au lieu-dit Château, du XIe siècle[38].
- Vestiges de la maison forte sur motte de Malatran, à Autrans, du XIVe siècle (plate forme)[38].
- Vestiges de la maison forte sur motte de la Tour, au hameau d'Andrevières de Autrans, du XIVe siècle (pan de mur de la tour)[38].

### Spéléologie

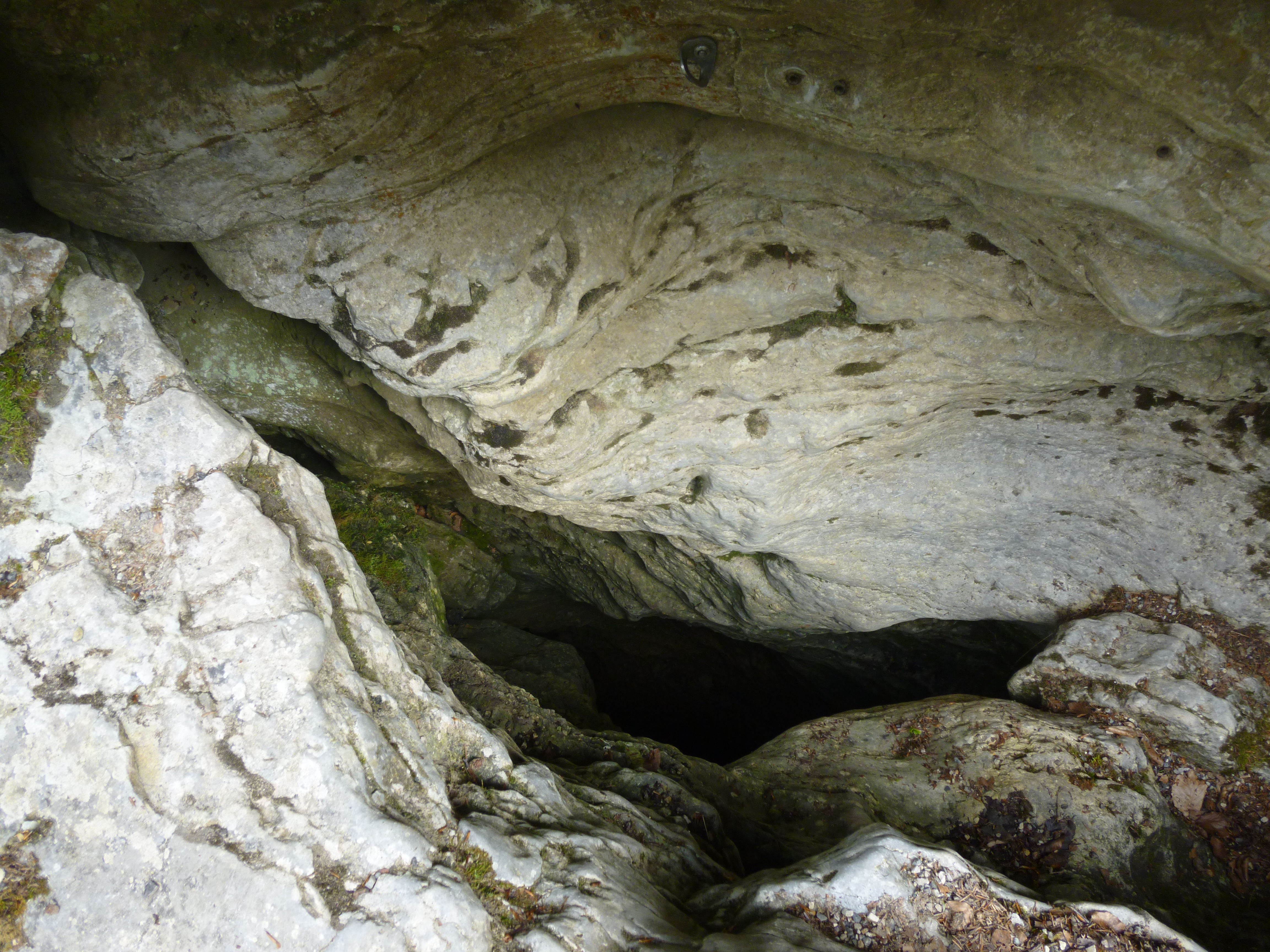
Entrée historique du Trou qui souffle.

Le val d'Autrans-Méaudre contient de nombreuses grottes et scialets dont l'exsurgence principale est Goule Noire située dans les gorges de la Bourne à 680 mètres d'altitude.
Des congrès régionaux ont été organisés à Méaudre, le dernier ayant eu lieu en 2017. Une structure artificielle de spéléologie a été édifiée à Méaudre dont le propriétaire est la commune. Cette structure a été inaugurée le 7 octobre 2017.
Le trou qui souffle
Parmi ces cavités le réseau du Trou qui souffle est le plus important en profondeur et en développement. Depuis 1990 deux forages de puits de presque 300 mètres de profondeur pompent au niveau du siphon de la Cuspide du Trou qui souffle, l'eau qui alimente le réservoir du Chatelard de Méaudre et le réservoir de l'IMP d'Autrans.

### Personnalités liées à la commune
- Léonce-Émile Durand-Savoyat, ancien maire d'Autrans, député et sénateur de l'Isère.
- Jean Faure, ancien maire d'Autrans, sénateur de l'Isère.
- Jean-Guillaume Béatrix, biathlète français.
- Patrick Arnaud, biathlète français, entraineur de l'équipe de France militaire de biathlon.
- Jacques Gaillard, sauteur à ski français, entraîneur de saut à ski et de combiné nordique.
- Jordann Perret, joueur de hockey sur glace français.

### Héraldique
|  | Autrans-Méaudre en Vercors possède des armoiries dont l'origine et le blasonnement exact ne sont pas disponibles. |

### Rappels
1. ↑  La notion d'aire d'attraction des villes a remplacé en octobre 2020 l'ancienne notion d'aire urbaine, pour permettre des comparaisons cohérentes avec les autres pays de l'Union européenne.
2. ↑  Population municipale de référence en vigueur au 1er janvier 2025, millésimée 2022, définie dans les limites territoriales en vigueur au 1er janvier 2024, date de référence statistique : 1er janvier 2022.